# 梁塵秘抄
『梁塵秘抄』（りょうじんひしょう）は、平安時代末期に編まれた歌謡集。今様歌謡の集成。編者は後白河法皇。治承年間（1180年前後）の作。

## 経緯
後白河法皇は少年のときより、今様と呼ばれる歌謡を好んだ。歌の上手を召して多くの歌謡を知ったが、死後それらが伝わらなくなることを惜しみ、書き留めて本にした。また、歌謡の歴史などについて、別に口伝集十巻を残した。
書名の「梁塵」は、名人の歌で梁の塵も動いたという故事より、すぐれた歌のこと。

## 伝来
『梁塵秘抄』の名は『徒然草』第十四段に見える。また『本朝書籍目録』に20巻と書かれている。しかし、近代までは口伝集巻第十が『群書類従』に収められたのみで、他の部分は失われたと考えられていた。
しかし1911年（明治44年）、佐佐木信綱らによって巻第二、巻第一と口伝集巻第一の断片、口伝集の巻第十一から第十四が発見された。そして大正から昭和にかけて、佐佐木の校訂による本が明治書院と岩波書店から刊行された。したがって『梁塵秘抄』の中の歌が一般に知られたのは比較的新しいことである。

## 構成と内容
『梁塵秘抄』はもと本編10巻、口伝集10巻だったと見られている。しかし現存、存在するのはわずかな部分のみである。また、口伝集の巻第十一以降については謎がある。

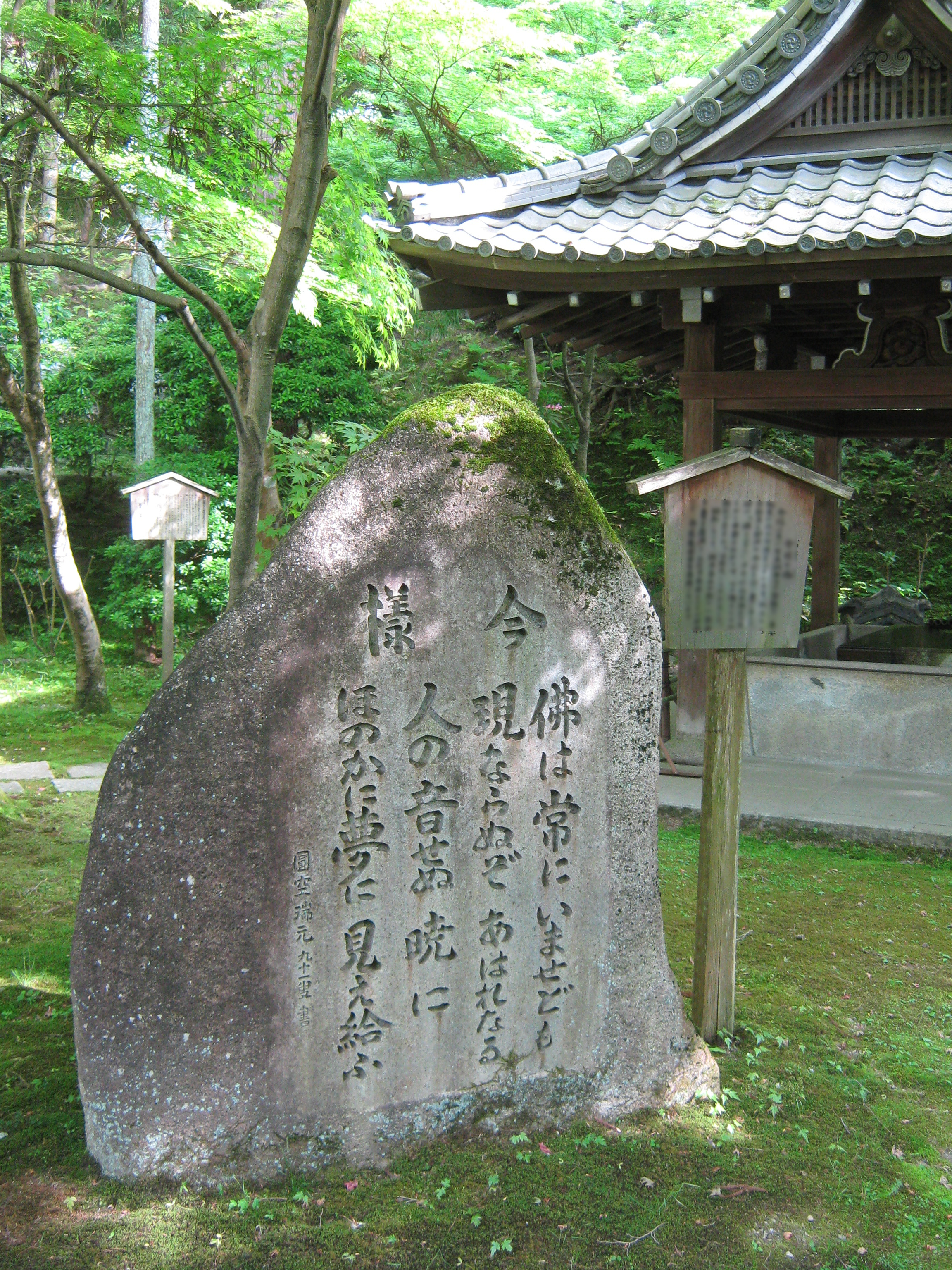
今様の碑、仏は常にいませども‥‥、永観堂内、京都市東山区

### 本編
巻第一の断簡と、巻第二しか知られていない。歌の数は巻第一が21首、巻第二が545首、あわせて566首である。ただし重複があるので、実際の数はもう少し減る。巻第一の最初には「長唄10首、古柳34首、今様265首」とあるので、完本であれば巻第一には309首が収められていたことになる。
多くの歌が七五調四句や、八五調四句、あるいはそのバリエーションの調子を持つ。しかし五七五七七の調子もあり、歌の形態は様々である。
『梁塵秘抄』と言えば、
のような童心の歌が有名であり、あるいは
のように艶っぽいものもある。
しかし、数の多くを占めるのは
のような法文歌である。また、神社への道行や、風景を歌ったものも多い。

### 口伝集
口伝集は各ジャンルの歌に関して書きつづったものと考えられている。現存するのは巻第一のほんのわずかと、巻第十、それに巻第十一から第十四のみである。
巻第十一から巻第十四には、実際の歌い方が書かれている。しかし歌い方の伝承は絶え、現在解読は困難である。もしこれらが『梁塵秘抄』に加わるとすれば、総数は20巻以上となり、『本朝書籍目録』の記述に矛盾する。
現在発行されている古典全集の多くは、巻第十一以降を省き、口伝集の巻第一と巻第十のみを収めている。巻第十一以降を見ることができるのは、一般的には岩波文庫版だけである。

## 各巻の内容

### 本編

#### 巻第一
21首のみ残る。

#### 巻第二
545首残る。写本は1冊のみ現存する。

#### 巻第三 から 巻第十
欠巻

### 口伝集

#### 口伝集 巻第一
文庫版にして2ページほどしか残っていない。神楽・催馬楽・風俗・今様の起源について語る。

#### 口伝集 巻第二 から 巻第九
欠巻。娑羅林・只の今様・片下・早歌・初積・大曲・足柄・長歌・田歌などについて書かれていたらしい。

#### 口伝集 巻第十
撰者、後白河法皇の今様への関わり。10代の頃から今様を好み、昼夜問わず歌いまくり、歌の上手がいると聞けば召して聞き、歌いすぎで3度も喉をつぶしたという。

#### 口伝集 巻第十一 から 巻第十四
歌い方の心得や、音律や拍子などが記されているようであるが、内容は難解。巻十一は、『郢曲抄』とも称される。また巻十一は、2016年に新たに江戸期の写本が発見されている。

## 校注文献
- 『梁塵秘抄・閑吟集・狂言歌謡』 小林芳規・武石彰夫校注、〈新日本古典文学大系56〉岩波書店、1993年
- 『梁塵秘抄』 榎克朗校注、〈新潮日本古典集成〉新潮社、1979年、新装版2018年
- 『新訂 梁塵秘抄』 佐佐木信綱校訂、岩波文庫、1957年、ワイド版2015年
- 『梁塵秘抄』 植木朝子編訳、ちくま学芸文庫、2014年

## 関連文献
- 「村木嵐さんと歌う　梁塵秘抄」（村木嵐・京都新聞毎週連載：2018年10月1日第１回〜2019年4月29日第31回）
- 伊藤昌輝によるスペイン語訳  La danza del polvo - Selecciones del Ryojin-hisho. ベネズエラ: bid & co. editor. (2013). ISBN 980403067-5

## 関連人物
- 西郷信綱 - 著書のある日本文学者（ちくま学芸文庫で新版）
- 小西甚一 - 同上
- 秦恒平 - 同上
- 五味文彦 - 著書のある歴史学者
- 志田延義 - 旧版『日本古典文学大系 73 和漢朗詠集 梁塵秘抄』（岩波書店）を注解担当
- 桃山晴衣 - 「梁塵秘抄」を現代に蘇らせて唄っている邦楽歌手。青土社で「梁塵秘抄うたの旅」
- 琵琶デュオ- 「梁塵秘抄」を現代に蘇らせる琵琶演奏家。後藤幸浩、水島結子デュオ。「仏は常に」「うたえやうたえ」
- 福島弘和 - 「梁塵秘抄」にインスパイアを受け吹奏楽曲「梁塵秘抄〜熊野古道の幻想〜」を作曲。